# 부평초등학교 소치분교
부평초등학교 소치분교는 대한민국 강원특별자치도 인제군 남면 소치리(당시 갑둔리)에 있었던 초등학교 분교이다.

## 역사
- 1953.05.04 부평국민학교 소치분교장 인가
- 1964.12.15 소치국민학교 승격
- 1981.03.01 부평국민학교 소치분교장으로 격하
- 1996.03.01 부평초등학교 소치분교장
- 1999.03.01 폐교